# Jaime Sánchez Susarrey
Jaime Sánchez Susarrey (México, 1961-15 de junio de 2023) fue un escritor y periodista mexicano. 

## Biografía
Doctor en Ciencias Sociales por la Universidad de París.
Colaboró como articulista en las revistas Vuelta y Letras Libres; y en los periódicos Reforma (1993-2014) y El Financiero (2015-2019).
En 1988 ganó el Concurso Nacional de Ensayo Político convocado por la revista Vuelta, dirigida en aquel entonces por Octavio Paz. 
Entre las publicaciones de Sánchez Susarrey se encuentran La Transición Incierta y El Debate Político e Intelectual en México. 
Hasta su fallecimiento por causas desconocidas el 15 de junio del 2023, era el conductor del programa En Contexto de ADN 40.